# Arkys curtulus
Arkys curtulus är en spindelart som först beskrevs av Simon 1903.  Arkys curtulus ingår i släktet Arkys och familjen hjulspindlar. Inga underarter finns listade i Catalogue of Life.